# Крмед
Крмед (итал. Carmedo) је насељено место у Републици Хрватској у Истарској жупанији. Административно је у саставу Општине Бале.

## Становништво
Према задњем попису становништва из 2001. године у насељу Крмед живело је 68 становника који су живели у 31 породичном домаћинставу.
Кретање броја становника по пописима 1857—2001.
| година пописа  | 1857. | 1869. | 1880. | 1890. | 1900. | 1910. | 1921. | 1931. | 1948. | 1953. | 1961. | 1971. | 1981. | 1991. | 2001. |
| бр. становника | 0     | 0     | 229   | 222   | 260   | 302   | 340   | 340   | 303   | 281   | 212   | 142   | 106   | 76    | 69    |

Напомена:У 1857 и 1869. подаци, су садржани у насељу Бале. 